# 詹宁斯 (佛罗里达州)
詹宁斯（英語：Jennings），是美国佛罗里达州漢密爾頓縣下属的一座城镇。建立于1900年。面积约为4.7平方公里（约合1.8平方英里）。根据2010年美国人口普查，该市有人口878人。论人口在本州排行第337。